# Slivje (Olimščica)
Slivje je potok, ki izvira v istoimenskem zaselku blizu vasi Olimje in se izliva v potok Olimščica. Ta je desni pritok reke Sotla, mejne reke med Slovenijo in Hrvaško.